# Simning vid olympiska sommarspelen för ungdomar 2010
Simning vid olympiska sommarspelen för ungdomar 2010 i Singapore avgjordes mellan 15 och 20 augusti i Singapore Sports School.

## Program

### 15 augusti
- Kl 18.32: 400 m frisim, herrar
- Kl 19.10: 200 m individuell medley, damer
- Kl 19.16: 400 m frisim, herrar & damer

### 16 augusti
- Kl 18.32: 100 m ryggsim, herrar
- Kl 18.36: 200 m fjärilsim, damer
- Kl 18.41: 200 m frisim, herrar
- Kl 18.46: 50 m bröstsim, damer
- Kl 19.38: 100 m bröstsim, herrar
- Kl 19.42: 100 m ryggsim, damer
- Kl 19.46: 200 m individuell medley, herrar
- Kl 20.08: 400 m medley, damer

### 17 augusti
- Kl 18.45: 200 m ryggsim, damer
- Kl 18.50: 100 m fjärilsim, herrar
- Kl 19.28: 100 m frisim, damer
- Kl 19.32: 400 m frisim, herrar

### 18 augusti
- Kl 18.32: 50 m frisim, herrar
- Kl 18.42: 200 m bröstsim, herrar
- Kl 18.57: 50 m fjärilsim, damer
- Kl 19.00: 50 m ryggsim, herrar
- Kl 19.04: 100 m bröstsim, damer
- Kl 19.31: 200 m frisim, damer
- Kl 19.53: 400 m medley, herrar

### 19 augusti
- Kl 18.53: 50 m fjärilsim, herrar
- Kl 18.57: 50 m ryggsim, damer
- Kl 19.17: 400 m frisim, damer

### 20 augusti
- Kl 18.32: 50 m frisim, damer
- Kl 18.36: 200 m ryggsim, herrar
- Kl 18.42: 100 m fjärilsim, damer
- Kl 18.55: 100 m frisim, herrar
- Kl 19.00: 200 m bröstsim, damer
- Kl 19.23: 200 m fjärilsim, herrar
- Kl 19.45: 400 m frisim, damer
- Kl 20.01: 50 m bröstsim, herrar
- Kl 20.18: 400 m medley, herrar & damer

## Medaljfördelning
| Klass                          | Guld                                                         | Silver                                                                     | Brons                                                                  |
| ------------------------------ | ------------------------------------------------------------ | -------------------------------------------------------------------------- | ---------------------------------------------------------------------- |
| 50 m frisim, herrar            | Andrij Hovorov UKR                                           | Kenneth To AUS                                                             | Aitor Martinez ESP                                                     |
| 50 m frisim, damer             | Tang Yi CHN Anna Santamans FRA                               | -                                                                          | Emma McKeon AUS                                                        |
| 100 m frisim, herrar           | Medhy Metella FRA                                            | Velimir Stjepanović SRB                                                    | Kenneth To AUS                                                         |
| 100 m frisim, damer            | Tang Yi CHN                                                  | Emma McKeon AUS                                                            | Lauren Earp CAN                                                        |
| 200 m frisim, herrar           | Andrei Ushakov RUS                                           | Cristian Quintero VEN                                                      | Jeremy Bagshaw CAN                                                     |
| 200 m frisim, damer            | Tang Yi CHN                                                  | Boglárka Kapás HUN                                                         | Emma McKeon AUS                                                        |
| 400 m frisim, herrar           | Dai Jun CHN                                                  | Chad le Clos RSA                                                           | Cristian Quintero VEN                                                  |
| 400 m frisim, damer            | Boglárka Kapás HUN                                           | Kiera Janzen USA                                                           | Ellie Faulkner GBR                                                     |
| 400 m frisim, herrar & damer   | Sun Bowei Tang Yi Liu Lan He Jianbin CHN                     | Kenneth To Emma McKeon Madison Wilson Justin James AUS                     | Medhy Metella Anna Santamans Mathilde Cini Jordan Coelho FRA           |
| 50 m ryggsim, herrar           | Christian Homer TRI                                          | Rainer Ng SIN                                                              | Max Akerman AUS Abdullah Altuwaini KUW                                 |
| 50 m ryggsim, damer            | Mathilde Cini FRA                                            | Daryna Zevina UKR                                                          | Alexandra Papusha RUS                                                  |
| 100 m ryggsim, herrar          | He Jianbin CHN                                               | Yakov Toumarkin ISR                                                        | Lavrans Solli NOR                                                      |
| 100 m ryggsim, damer           | Daryna Zevina UKR                                            | Bai Anqi CHN                                                               | Alexandra Papusha RUS                                                  |
| 200 m bröstsim, herrar         | Péter Bernek HUN                                             | Yakov Tourmarkin ISR                                                       | Balazs Zambo HUN                                                       |
| 200 m bröstsim, damer          | Bai Anqi CHN                                                 | Kaitlyn Jones USA                                                          | Daryna Zevina UKR                                                      |
| 50 m bröstsim, herrar          | Ivan Capan CRO                                               | Nicholas Schafer AUS                                                       | Razvan Tudosie ROU                                                     |
| 50 m bröstsim, damer           | Rachel Nicol CAN                                             | Martina Carraro ITA                                                        | Ana Rodrigues POR                                                      |
| 100 m bröstsim, herrar         | Nicholas Schafer AUS                                         | Anton Lobanov RUS                                                          | Flavio Bizzarri ITA                                                    |
| 100 m bröstsim, damer          | Tera van Beilen CAN                                          | Emily Selig AUS                                                            | Rachel Nicol CAN                                                       |
| 200 m bröstsim, herrar         | Flavio Bizzarri ITA                                          | Anton Lobanov RUS                                                          | Nicholas Schafer AUS                                                   |
| 200 m bröstsim, damer          | Emily Selig AUS                                              | Tera van Beilen CAN                                                        | Maya Hamano JPN                                                        |
| 50 m fjärilsim, herrar         | Andrij Hovorov UKR                                           | Chang Gyu-Cheol KOR                                                        | Tommaso Romani ITA                                                     |
| 50 m fjärilsim, damer          | Liu Lan CHN                                                  | Elena di Liddo ITA                                                         | Anna Santamans FRA                                                     |
| 100 m fjärilsim, herrar        | Chang Gyu-Cheol KOR                                          | Chad le Clos RSA                                                           | Velimir Stjepanović SRB                                                |
| 100 m fjärilsim, damer         | Liu Lan CHN                                                  | Judit Ignacio ESP                                                          | Rachael Kelly GBR                                                      |
| 200 m fjärilsim, herrar        | Bence Biczó HUN                                              | Chad le Clos RSA                                                           | Marcin Cieślak POL                                                     |
| 200 m fjärilsim, damer         | Boglárka Kapás HUN                                           | Judit Ignacio ESP                                                          | Liu Lan CHN                                                            |
| 200 m medley, herrar           | Chad le Clos RSA                                             | Kenneth To AUS                                                             | Dylan Bosch RSA                                                        |
| 200 m medley, damer            | Kaitlyn Jones USA                                            | Kristina Kochetkova RUS                                                    | Barbora Závadová CZE                                                   |
| 400 m frisim (lagkapp), herrar | Andrey Ushakov Alexey Atsapkin Ilya Lemaev Anton Lobanov RUS | Sun Bowei Dai Jun Wang Ximing He Jianbin CHN                               | Chad le Clos Murray McDougall Dylan Bosch Pierre Keune RSA             |
| 400 m frisim (lagkapp), damer  | Liu Lan Bai Anqi Chang Wang Tang Yi CHN                      | Juliane Reinhold Lena Kalla Dorte Baumert Lina Rathsack GER                | Lindsay Delmar Tera van Beilen Rachel Nicol Lauren Earp CAN            |
| 400 m medley (lagkapp), herrar | Max Ackermann Nicholas Schafer Kenneth To Justin James AUS   | Ganesh Pedurand Thomas Rabeisen Jordan Coelho Medhy Metella FRA            | Christian Diener Christian vom Lehn Melvin Herrmann Kevin Leithold GER |
| 400 m medley (lagkapp), damer  | Madison Wilson Emily Selig Zoe Johnson Emma McKeon AUS       | Alexandra Papusha Olga Detenyuk Kristina Kochetkova Ekaterina Andreeva RUS | Dorte Baumert Lina Rathsack Lena Kalla Juliane Reinhold GER            |
| 400 m medley, herrar & damer   | He Jianbin Ximing Wang Liu Lan Tang Yi CHN                   | Alexandra Papusha Anton Lobanov Kristina Kochetkova Andrey Ushakov RUS     | Max Ackerman Emily Selig Kenneth To Emma McKeon AUS                    |